# Attentats du 22 mars 2016 à Bruxelles
Les attentats du 22 mars 2016 à Bruxelles dans la région de Bruxelles-Capitale et dans la province du Brabant flamand, en Belgique, désignent une série de trois attentats-suicide à la bombe : deux à l'aéroport de Bruxelles à Zaventem et le troisième à Bruxelles, dans une rame du métro à la station Maelbeek, dans le quartier européen. Le bilan définitif (juillet 2023) fait état de 32 morts (hors kamikazes) et 340 blessés,.
Ces attentats, revendiqués par l'organisation terroriste État islamique, sont les plus meurtriers commis jusqu'alors en Belgique. Les frères Ibrahim et Khalid El Bakraoui, originaires de la commune de Schaerbeek, proches de Salah Abdeslam, sont deux des auteurs de ces attentats, le premier s'étant fait exploser à l'aéroport de Bruxelles et le second dans la station de métro de Maelbeek. Najim Laachraoui, également de Schaerbeek qui apparaît avoir tenu un rôle notable dans l'organisation des attentats de Paris le 13 novembre 2015, sous le faux nom de Soufiane Kayal, est identifié comme l'autre terroriste kamikaze qui s'est fait exploser dans le hall d'enregistrement de l'aéroport bruxellois. Mohamed Abrini, lui aussi impliqué dans les attentats de Paris, est identifié comme l'« homme au chapeau », le troisième terroriste de l'aéroport de Bruxelles qui s'est enfui et qui a finalement été arrêté le 8 avril à Anderlecht. L'enquête démontre que la même cellule terroriste islamiste franco-belge, constituée au départ autour d'Abdelhamid Abaaoud, a préparé, coordonné et commis les attentats de Paris le 13 novembre 2015 et ceux de Bruxelles le 22 mars 2016.
Le procès s'ouvre le 30 novembre 2022 et se termine le 15 septembre 2023,.

## Contexte
Les attentats de Bruxelles du 22 mars 2016 ont lieu sept jours après les opérations policières de Forest du 15 mars 2016 qui ont abouti trois jours plus tard à l'arrestation de Salah Abdeslam dans l'une des dix-neuf communes de Bruxelles-Capitale, à Molenbeek, dans le cadre de la procédure d’enquête sur les attentats du 13 novembre 2015 en France. La Belgique fait également partie de la coalition internationale, depuis le 24 septembre 2014 elle engage six chasseurs F-16 qui bombardent les positions de l'État islamique en Irak. Il semble que les auteurs prévoyaient initialement de frapper le quartier de La Défense et l'institut catholique intégriste Civitas. Ils auraient changé de cible en raison de la pression policière et de l'arrestation d'Abdeslam.

## Déroulement

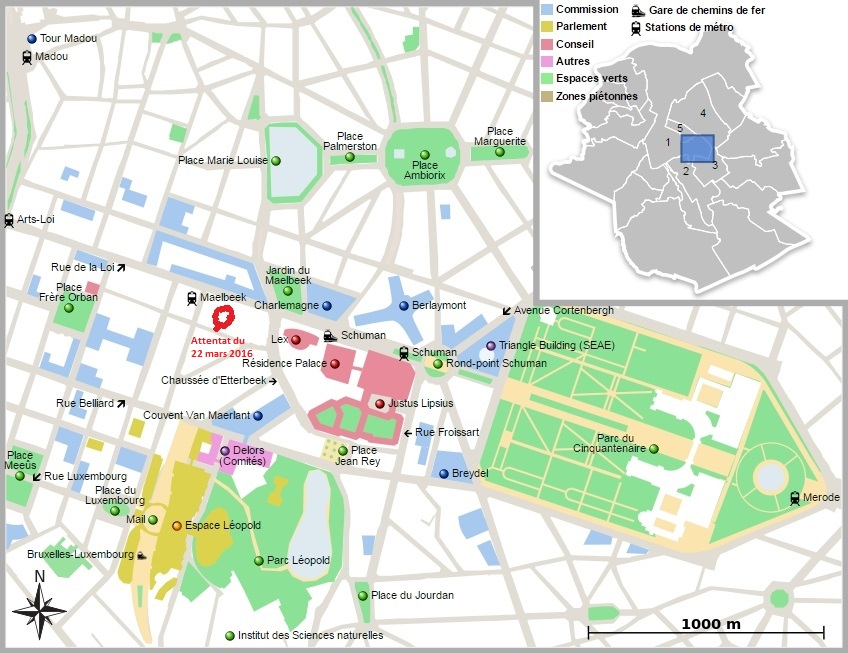
Plan du quartier européen de Bruxelles.

Le 22 mars 2016 à 7 h 58, deux explosions se produisent dans le hall des départs de l'aéroport international de Bruxelles situé à Zaventem dans le Brabant flamand, l'une près de l'accueil de Brussels Airlines et l'autre près de celui d'American Airlines, où de nombreux passagers enregistraient leurs bagages pour un vol à destination de New York (États-Unis).
Le plan catastrophe est déclenché à la suite de cette double explosion. L'ensemble du trafic aérien de l’aéroport est alors suspendu et le niveau d'alerte est remonté au niveau 4 pour toute la Belgique, cette décision ayant été prise par l'organe de coordination pour l'analyse de la menace.
Une autre explosion se produit à 9 h 11 dans le métro bruxellois sur la rame qui quittait la station Maelbeek (rue de la Loi, dans le quartier européen) vers le centre-ville. Le bilan provisoire fait état de quinze morts et cinquante-cinq blessés pour cette troisième attaque.[Passage à actualiser]
Le Premier ministre de Belgique Charles Michel indique qu'il s'agit de « deux attentats aveugles, violents et lâches » et évoque « de nombreux morts, de nombreuses personnes gravement blessées ». Le Parquet fédéral belge confirme par la suite que les deux explosions de l'aéroport de Zaventem sont des attentats-suicide.

## Bilan
Il y a eu 18 morts (dont deux terroristes) et au moins 92 blessés lors de l'attentat de l'aéroport de Bruxelles ; selon les pompiers. Dans une déclaration du bourgmestre de Bruxelles Yvan Mayeur lors d'une conférence de presse le 22 mars, l'attentat à la station de métro Maelbeek aurait fait, quant à lui, 17 morts (dont un terroriste) et 106 blessés dont 17 sont dans un état grave.
Le 28 mars, la ministre des Affaires sociales et de la Santé publique Maggie De Block annonce via Twitter que quatre victimes supplémentaires sont décédées dans les hôpitaux, ce qui porte le nombre total de victimes à trente-cinq. Le lendemain, ayant constaté que trois personnes avaient été comptées deux fois, le parquet ramène le nombre des morts à trente-deux (en dehors des trois kamikazes)[source insuffisante].
Le 25 juillet 2023, le tribunal de Bruxelles a décidé que trois personnes décédées dans les années qui ont suivi les attentats devaient être reconnues comme victimes et le nombre officiel de victimes a été révisé de 32 à 35. Xavier Legrand (49 ans), survivant de l'attentat du métro, est décédé d'un cancer le 28 octobre 2017 après qu'il eut dû interrompre son traitement en raison des blessures causées par la déflagration ; Mathieu Fischer (53 ans), survivant de l'attentat de l'aéroport souffrant de stress post-traumatique et de crises d'angoisse à la suite de ce dernier s'est suicidé le 18 avril 2021 ; Shanti De Corte (23 ans), survivante de l'attentat de l'aéroport, est décédée par euthanasie le 7 mai 2022 après plus de six années de souffrances psychologiques. Ce qui fait 20 morts (dont 2 terroristes) lors de l'attentat de l'aéroport et 18 morts (dont 1 terroriste) lors de l'attentat du métro.
| Nationalité                      | Morts | Blessés | Total |
| -------------------------------- | ----- | ------- | ----- |
| Belgique                         | 13    | 6       | 19    |
| États-Unis                       | 4     | 4       | 8     |
| Pays-Bas                         | 3     | -       | 3     |
| Suède                            | 2     | -       | 2     |
| France                           | 1     | 12      | 13    |
| Maroc                            | 1     | 8       | 9     |
| Royaume-Uni                      | 1     | 4       | 5     |
| Pologne                          | 1     | 3       | 4     |
| Allemagne                        | 1     | 1       | 2     |
| Italie                           | 1     | -       | 1     |
| Chine                            | 1     | -       | 1     |
| Pérou                            | 1     | -       | 1     |
| Inde                             | 1     | -       | 1     |
| République démocratique du Congo | 1     | -       | 1     |
| Portugal                         | -     | 21      | 21    |
| Espagne                          | -     | 9       | 9     |
| Roumanie                         | -     | 4       | 4     |
| Hongrie                          | -     | 2       | 2     |
| Brésil                           | -     | 1       | 1     |
| Turquie                          | -     | 1       | 1     |
| Colombie                         | -     | 1       | 1     |
| Japon                            | -     | 1       | 1     |
| Toutes nationalités confondues   | 32    | 340     | 368   |

## Revendication et motivations
Via l'agence Amaq, l'organisation terroriste État islamique (EI) revendique, dans l'après-midi du 22 mars 2016, la responsabilité de ces attentats,,,.
Un couplet entier du nachid Ma Vengeance, possiblement chanté par Jean-Michel Clain et publié par Al-Hayat Media Center le 5 juillet 2016, est consacré aux auteurs des attentats de Bruxelles,.

## Enquête
Les autorités belges publient plus tard dans la soirée une image provenant des caméras de surveillance de l'aéroport où figurent trois suspects dont deux qui seraient les kamikazes présumés avant l'attentat et un autre, activement recherché, qui a fui semble-t-il. Par ailleurs, la police précise qu'elle a trouvé une kalachnikov sur le lieu de l'explosion. De plus, le gouverneur de la province du Brabant flamand, Lodewijk De Witte, déclare qu'une troisième bombe qui a été introduite également n'a pas explosé. Le procureur fédéral belge, Frédéric Van Leeuw, a déclaré que les deux suspects apparaissant têtes nues avaient « probablement commis un attentat-suicide », et étaient donc probablement morts. Le troisième homme, en habits clairs, avec des lunettes et un chapeau noir et pour lequel un avis de recherche a été lancé, est « activement recherché ». Des perquisitions sont menées en plusieurs endroits du pays. Un conducteur de taxi reconnaît les trois suspects et indique qu'il les a pris en charge en bas d'un immeuble à Schaerbeek, une commune du nord-est de Bruxelles. La police y perquisitionne un appartement. Un engin explosif contenant des clous, ainsi que des produits chimiques et un drapeau de l'État islamique y ont été découverts.
Le responsable de la lutte antiterroriste de la police de New York, John Miller, a annoncé lors d'une conférence de presse que des enquêteurs américains du FBI, accompagnés de membres de la police new-yorkaise, allaient se joindre à l'enquête en cours, menée par la Belgique, du fait que parmi les victimes des attentats on dénombre aussi des Américains.
Le bourgmestre de la commune de Zaventem, Francis Vermeiren, a déclaré à propos des kamikazes de l'aéroport de Zaventem : « Ils sont venus en taxi […], leurs bombes étaient dans les valises. Ils ont mis leurs valises dans des chariots. Les deux premières bombes ont explosé. […] Le troisième a aussi mis sa valise sur un chariot mais il a dû paniquer, elle n'a pas explosé. ». Selon la chaîne de télévision belge RTBF, information confirmée par la police belge, deux des kamikazes seraient les frères Ibrahim et Khalid El Bakraoui, des proches de Salah Abdeslam précédemment tous deux condamnés par la justice pour grand banditisme. Ils seraient liés aux attentats de Paris du 13 novembre 2015 dans la mesure où Khalid El Bakraoui serait l'homme qui aurait loué la « planque » de Charleroi d'où est parti un des commandos des attaques de Paris, et également l'appartement à Forest (commune de Bruxelles) où se trouvaient d'autres terroristes dont Salah Abdeslam qui avaient échangé des coups de feu avec la police venue le perquisitionner, ce qui avait entraîné la mort de Mohamed Belkaid alias Samir Bouzid, et la fuite d'Abdeslam interpellé trois jours plus tard à Molenbeek,.
Lors d'une conférence de presse donnée le 23 mars, le procureur Van Leeuw explique que sur la photo des trois suspects de l'attentat commis à l'aéroport de Zaventem, le terroriste de gauche qui s'est fait exploser, et celui de droite coiffé d'un chapeau qui a pris la fuite, ne sont pas encore identifiés. Celui du centre l'est en revanche grâce à ses empreintes digitales : il s'agit d'Ibrahim El Bakraoui. Tous trois poussaient des chariots sur lesquels étaient posés des sacs contenant des charges explosives. Le frère d'Ibrahim El Bakraoui, Khalid, est pour sa part le kamikaze qui s'est fait exploser dans la station de métro de Maelbeek au centre de Bruxelles. Finalement, Najim Laachraoui (24 ans, né au Maroc le 18 mai 1991), connu pour son rôle notable dans l'organisation des attentats du 13 novembre 2015 à Paris (soupçonné d'être à la fois coordinateur et artificier des attentats les plus meurtriers commis en France) sous le faux nom de Soufiane Kayal, est identifié par son ADN comme le deuxième kamikaze de l’aéroport de Zaventem.
Les frères El Bakraoui et Najim Laachraoui sont tous les trois impliqués à un niveau ou à un autre dans les attentats de Paris le 13 novembre 2015. L'enquête démontre que la même cellule terroriste islamiste, constituée autour d'Abdelhamid Abaaoud, qui aurait agrégé à travers la France, la Belgique et la Syrie une trentaine de djihadistes « liés par les amitiés de quartier, la délinquance ou l’expérience initiatique du passage en Syrie », est bien responsable des deux attentats les plus meurtriers commis en France et quatre mois plus tard en Belgique,.
Le jeudi 24 mars 2016 en début de soirée, trois personnes sont arrêtées à bord de leur véhicule face au bâtiment du parquet fédéral à Bruxelles. On apprend le 26 mars 2016 qu'une des personnes arrêtées est le nommé Fayçal Cheffou. Ce dernier est présenté devant le juge d'instruction le vendredi 25 mars 2016, lequel l'inculpe et le place sous mandat d'arrêt du chef de participation aux activités d'un groupe terroriste, assassinats terroristes et tentative d'assassinats terroristes. Son domicile est également perquisitionné, sans qu'aucune arme ou explosif ne soit retrouvé. Le chauffeur de taxi qui avait convoyé les trois terroristes de leur planque de Schaerbeek à l'aéroport, et qui avait par la suite mené les enquêteurs vers cet appartement conspiratif rempli d'armes lourdes et de matériel explosif, reconnaît le troisième terroriste, surnommé par la presse « l'homme au chapeau », comme étant Fayçal Cheffou,. Fayçal Cheffou était connu des autorités judiciaires. Par le passé, il se présente également comme étant un « journaliste indépendant ». Il est libéré le 28 mars, sans être poursuivi par la justice. Il est cependant interpellé de nouveau le lendemain à Merchtem par la police pour soupçon d'intrusion dans une habitation privée, qui avait par ailleurs fait l'objet d'une perquisition plus tôt dans la journée dans le cadre d'un autre dossier d'enquête pour terrorisme.
Après avoir renoncé à passer à l'acte, le véritable « homme au chapeau », Mohamed Abrini, reste à Bruxelles et dort dans les parcs. Le 7 avril, Mohamed Abrini rencontre une connaissance à laquelle il demande un soutien. Ils conviennent de se retrouver le lendemain non loin du square Albert. Le 8 avril, Abrini reçoit 400 €, mais il est arrêté quelques instants plus tard à Anderlecht et identifié sous sa véritable identité. Le même jour, les autorités belges arrêtent Osama Krayem, un jeune Suédois qui aurait assisté les kamikazes en achetant les sacs utilisés lors des attentats de l’aéroport et du métro. Ses traces ADN sont retrouvées dans la planque de rue Henri-Bergé, à Schaerbeek, utilisée par Salah Abdeslam au début de sa cavale en novembre 2015. Krayem se serait enregistré sous une fausse identité, le 20 septembre, sur l’île grecque de Leros tout comme un de ses complices Sofiane Ayari arrêté en compagnie de Salah Abdeslam le 18 mars.
En avril 2017, la police espagnole arrête des personnes suspectées d'être en lien avec ces attentats.
| Nom                                   | Statut                                                                              | Âge | Nationalité                | Niveau d'implication / Délit présumé |
| ------------------------------------- | ----------------------------------------------------------------------------------- | --- | -------------------------- | --- |
| Auteurs                               |                                                                                     |     |                            | |
| Station de métro Maelbeek (1) 17 tués |                                                                                     |     |                            | |
| Khalid El Bakraoui                    | Kamikaze du 22 mars 2016 dans la station Maelbeek                                   | 27  | Belgo-Marocain             | D'après la RTBF, il aurait participé, peut-être avec son frère également auteur d'un attentat, à l'achat des munitions de kalachnikov, dans une armurerie wallonne, à l'été 2015, trois mois avant les attentats du 13 novembre 2015. Alors qu'il est depuis mai 2015 en violation de sa liberté conditionnelle, les enquêteurs chargés du grand banditisme (trafic d'armes) auraient trouvé de la documentation islamiste et une alarme à détecteur de mouvement à son domicile le 21 octobre 2015, trois semaines avant les attentats du 13 novembre. Il aurait loué sous de fausses identités la planque d'Abaaoud en Belgique, puis la planque d'Abdeslam, en vue de cibler le championnat d'Europe de football 2016 (Stade de France le 13 novembre puis en France en juin 2016, projet avorté en raison de l'arrestation de Salah Abdeslam), toujours selon la RTBF.                                           |
| Aéroport de Zaventem (3) 14 tués      |                                                                                     |     |                            | |
| Najim Laachraoui                      | Kamikaze de l'aéroport                                                              | 24  | Belgo-Marocain             | Soufiane Kayal d'après sa fausse identité belge. Le 9 septembre 2015, Salah Abdeslam, est contrôlé à la frontière entre l'Autriche et la Hongrie en provenance de Budapest avec lui et Mohamed Belkaïd munis de faux papiers. Ils sont soupçonnés d'avoir coordonné les attaques depuis Bruxelles le 13 novembre. Ils transfèrent de l'argent à Hasna Aït Boulahcen le 17 novembre. Il est identifié le 21 mars 2016 comme Najim Laachraoui. Plusieurs éléments indiquent qu'il pourrait être l'artificier des attentats de Paris. Il aurait des compétences en électromécanique suffisantes pour concevoir les explosifs sur lesquels son ADN a été retrouvé et l'appartement de Schaerbeek où il a séjourné serait le lieu où ont été confectionnés les ceintures des attentats. Il a été l'un des gardiens du journaliste américain James Foley, avant sa décapitation en août 2014 et de quatre otages français. |
| Brahim El Bakraoui                    | Kamikaze de l'aéroport                                                              | 30  | Belgo-Marocain             | Il est le grand frère de Khalid El Bakraoui. |
| Mohamed Abrini                        | Présent pendant les attentats à l'aéroport, interpellé le 8 avril 2016 à Anderlecht | 30  | Franco-Marocain            | Il a été filmé deux jours avant les attaques à Paris en compagnie de Salah Abdeslam, dans une station-service de l'Oise, sur l’autoroute A1 en direction de Paris. Mohamed Abrini était au volant de la Renault Clio retrouvée à Paris après les attentats. Il a à nouveau participé aux attentats de Bruxelles le 22 mars 2016. |
| Enquêtes en Belgique                  |                                                                                     |     |                            | |
| Naïm El Hamed                         | Recherché                                                                           | 28  | Syrien                     | Serait impliqué aussi bien dans les attentats de Paris au mois de novembre que dans ceux de Bruxelles. Rôle non précisé. Son ADN a été découvert quelques heures après les attentats dans l’appartement de la rue Max-Roos, dans le quartier de Schaerbeek, où séjournaient les trois assaillants qui ont attaqué l’aéroport de Bruxelles. |
| Osama Krayem                          | Inculpé le 19 avril 2016 à Anderlecht                                               | 23  | Suédois d'origine syrienne | Arrêté le 8 avril 2016 en compagnie de Mohamed Abrini et déjà inculpé pour les attentats du 22 mars 2016 commis à Bruxelles, son ADN a été retrouvé dans plusieurs planques utilisées par les terroristes des attentats de Paris notamment dans un atelier de confection de ceintures explosives. |
| Sammy Djedou                          | Tué en Syrie                                                                        | 27  | Belgo-Ivoirien             | Impliqué dans les préparatifs des attentats de Bruxelles, il sera tué le 4 décembre 2016 à Raqqa en Syrie par les forces américaines. |
| Brahim Tabich                         | Inculpé en octobre 2017                                                             | 39  | Belgo-Marocain             | Inculpé pour avoir vendu de l'acide sulfurique à l'un des trois kamikazes des attentats de Bruxelles. |

## Répercussions en Belgique
Le gouvernement décrète trois jours de deuil national. Un jour après les attentats de Bruxelles, une foule de Bruxellois s'est recueillie devant la Bourse pour observer, à midi, une minute de silence[source insuffisante].

### Conséquences sécuritaires

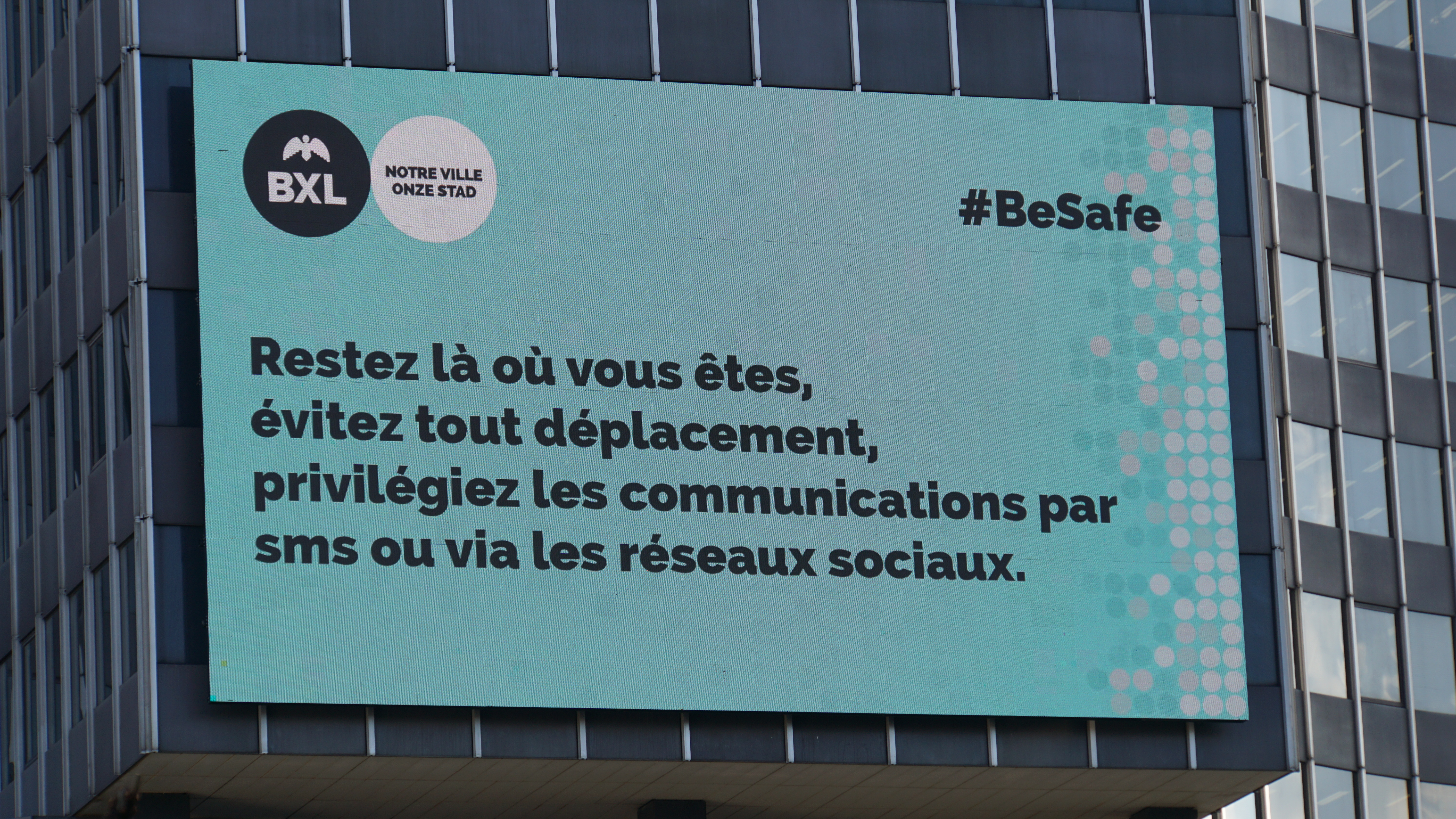
Panneau de recommandations affiché à Bruxelles le jour des attentats.

Le niveau d'alerte anti-terroriste passe à son niveau maximal (niveau quatre : risque très grave et imminent) pour toute la Belgique. Ce niveau avait déjà été atteint lors des attentats du 13 novembre 2015 à Paris. Un millier de militaires sont alors déployés à Bruxelles dans le cadre de l'opération Vigilant Guardian. Cette opération militaire de sécurisation, lancée à la suite des attentats de janvier 2015 en France, sera au fur et à mesure considérablement renforcée.
L'ensemble du réseau de transports en commun de l'agglomération bruxelloise est arrêté peu après l'explosion dans le métro[source insuffisante]. Le centre de crise belge demande aux Bruxellois de ne pas quitter le lieu où ils se trouvent, et les élèves sont confinés dans les écoles à l'heure du déjeuner.
Un jour après les attentats, le 23 mars, le match opposant la Belgique au Portugal qui devait se dérouler le mardi 29 mars au stade Roi Baudouin, a été déplacé à Leiria, au Portugal[source insuffisante].
Le 26 mars 2016, quatre jours après les attentats de Bruxelles, la chanteuse américaine Mariah Carey annule son concert prévu en Belgique le dimanche 27 mars qui devait avoir lieu à Forest National[source insuffisante].

### Conséquences sur la mobilité

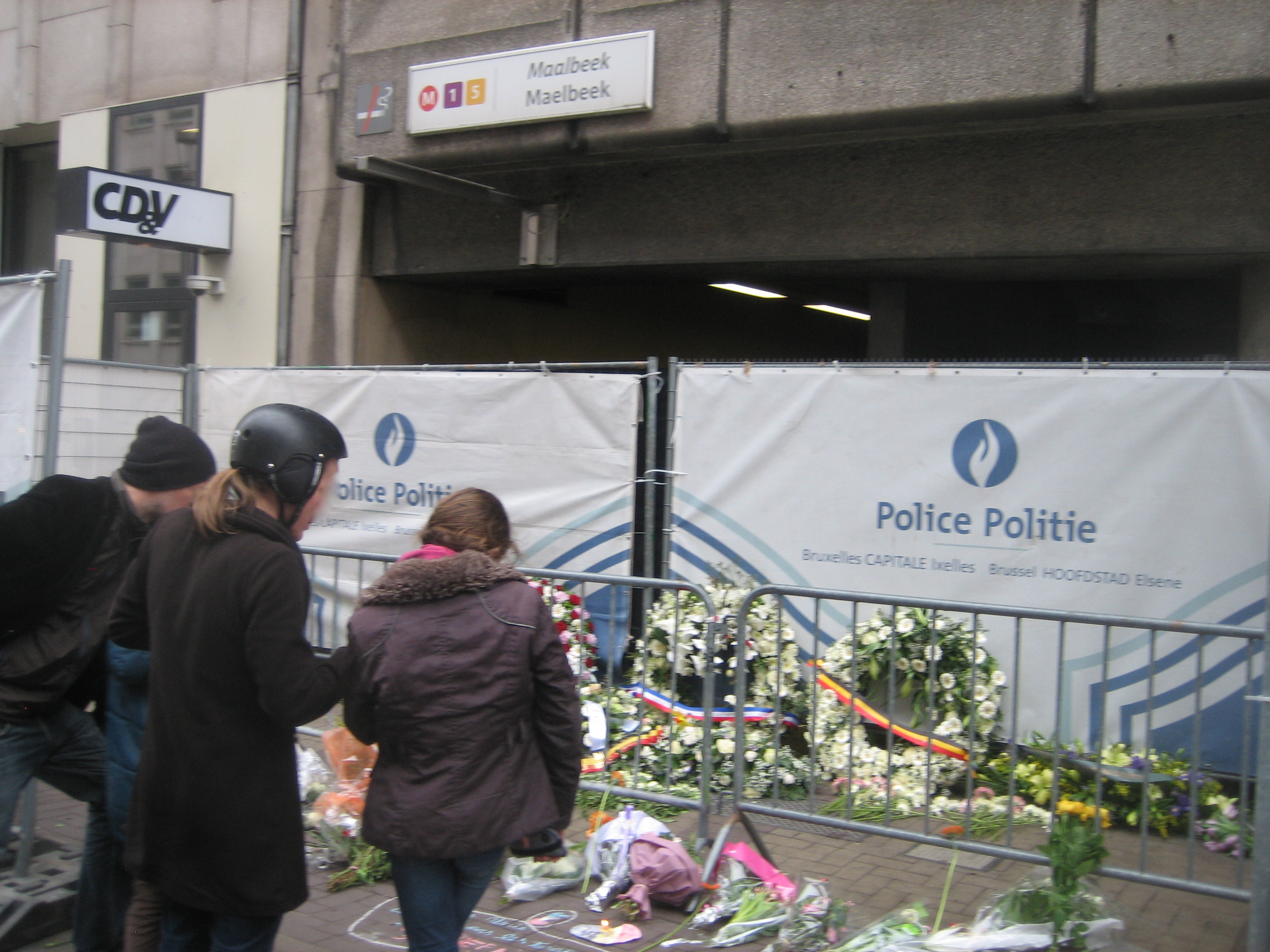
Fleurs et gerbes devant l'entrée de la station Maelbeek, rue de la Loi (24 mars).

L'ensemble des transports en commun de Bruxelles sont mis à l'arrêt jusqu'à nouvel ordre. Le 23 mars, la STIB met en place un système de réseau ultra-sécurisé avec l'aide de militaires qui inspectent chaque voyageur, les lignes de métro 2 et 6 ainsi que le tram 81 restent à l'arrêt alors que le reste des infrastructures fonctionnent de manière limitées. La ligne de métro reliant les stations Herrmann-Debroux et Stockel à Érasme ne s'arrête que sur les principales stations. Le métro ne rouvre dans son entièreté que trois semaines après les attentats. Cependant, il arrive régulièrement que des stations soient fermées lors d'un événement afin de garantir la sécurité du public.
Les gares ferroviaires de Bruxelles-Midi, Bruxelles-Nord, Bruxelles-Central, Bruxelles-Schuman, Bruxelles-Luxembourg, Delta, et Schaerbeek sont évacuées et fermées jusqu'à nouvel ordre ; de même pour les tunnels routiers, eux aussi provisoirement bloqués. Le 22 mars, vers 17 h, les gares de Bruxelles-Midi, Bruxelles-Nord, Bruxelles-Central, Bruxelles-Luxembourg rouvrent leurs portes avec un contrôle systématique de tous les voyageurs, mené par les militaires déployés depuis 14 h dans le centre-ville. Les gares de Bruxelles-National-Aéroport, Bruxelles-Congrès, Bruxelles-Chapelle, Merode, Simonis, Delta et Bruxelles-Schuman restent inaccessibles aux voyageurs.

### Conséquences économiques
À la suite des attentats du 22 mars, l'économie de la Belgique devrait subir une baisse d'environ 0,1 % du produit intérieur brut,. Ainsi, l'impact des attentats est jugé limité. Cependant, cela n'empêche pas Daech de se vanter du préjudice économique infligée à la Belgique dans un « retex » sur les attentats.

## Réactions

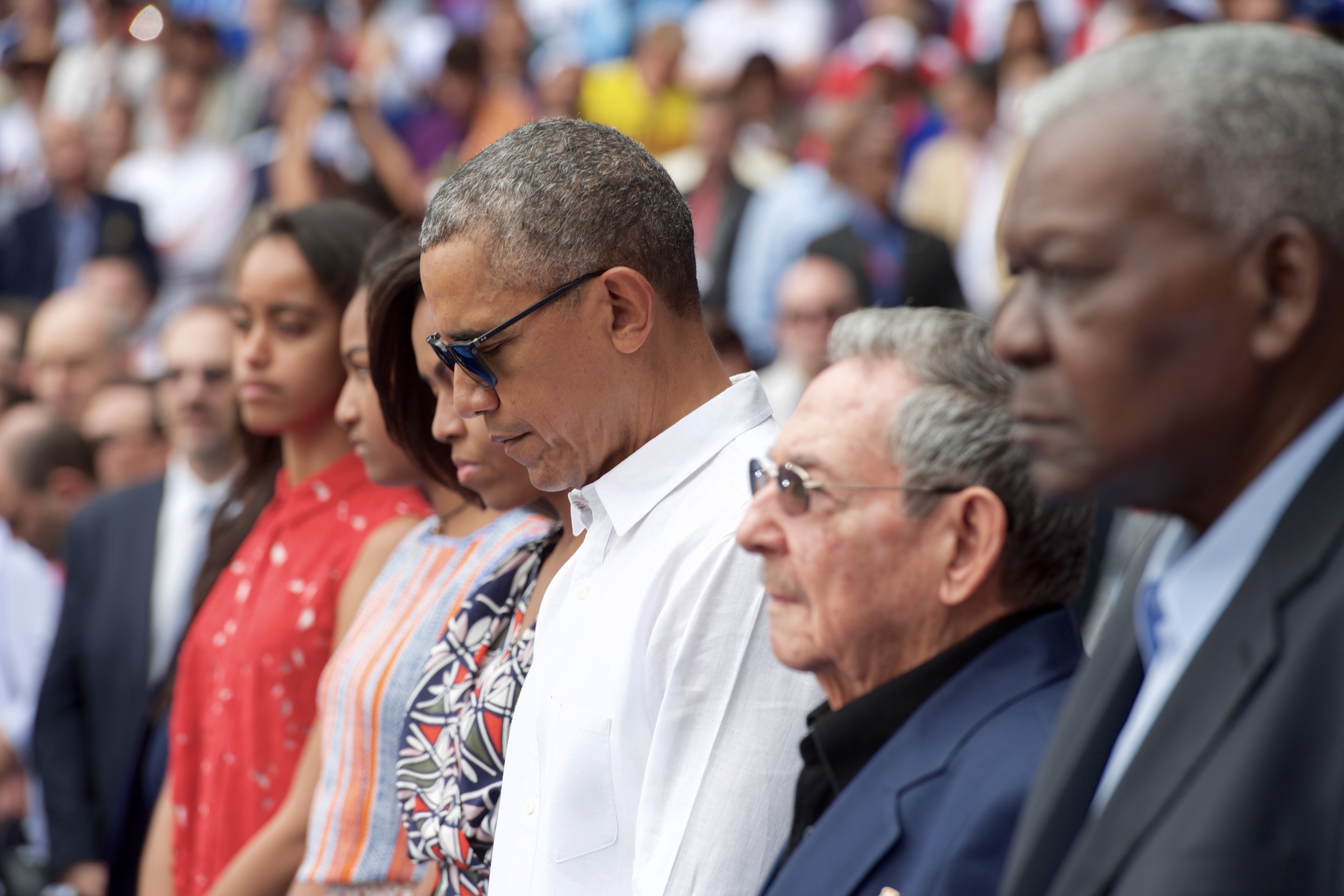
Raúl Castro, Barack Obama et Michelle Obama observant une minute de silence en hommage aux victimes des attentats à La Havane le 22 mars 2016.

### Réactions politiques internationales
- Algérie : le président Abdelaziz Bouteflika a présenté ses condoléances dans un message adressé au roi Philippe : « Je leur présente, à travers Votre Majesté, au nom du peuple et du gouvernement algériens, et en mon nom personnel, nos très sincères condoléances et notre profonde compassion accompagnées de nos vœux de prompt rétablissement aux blessés. »[83].
- Allemagne : la chancelière fédérale Angela Merkel a évoqué sur Twitter des « attaques méprisables ». Elle a demandé une « solidarité avec les victimes et détermination contre les terroristes[84] ».
- Arabie saoudite : le roi Salmane ben Abdelaziz Al Saoud condamne fermement les attentats terroristes de Bruxelles. Il appelle à un effort international pour combattre et éliminer ce fléau qui est condamné par toutes les religions. Par télégramme, il a présenté ses condoléances au roi Philippe : « Au nom du gouvernement et du peuple saoudien, nous présentons nos condoléances à Sa Majesté, les familles des victimes et au peuple frère de la Belgique ». D'autres personnalités et diverses institutions saoudiennes ont également condamné les attaques et présenté leurs condoléances[85].
- Autriche : Sebastian Kurz déclare que « ces actes lâches de terreur ne peuvent pas ébranler l'Europe, nous allons résolument nous défendre contre cette barbarie »[86].
- Azerbaïdjan : le président Ilham Aliyev a émis ses condoléances au Premier ministre belge[87].
- Canada : le Premier ministre, Justin Trudeau, a condamné les actes sur Twitter : « Je condamne fermement les attaques terroristes de Bruxelles. Mes pensées vont aux victimes et à nos alliés de la Belgique et de l'UE. »[88],[89].
- Corée du Nord : Kim Yong-nam, président du présidium de l'Assemblée populaire suprême de la Corée du Nord, a envoyé un message de soutien à la Belgique, en exprimant « sa compassion et sa sympathie à l'égard du roi Philippe, des victimes et de leur famille »[90].
- Corée du Sud : le ministre des Affaires étrangères pour les Coréens d'outre-mer, Lee Key-cheol, a fermement condamné les attaques et a exhorté ses concitoyens expatriés à accorder « une attention particulière » à leur sécurité, déclarant qu'« aucun endroit dans le monde n'est à l'abri de la menace du terrorisme ». Le ministre des Affaires étrangères Cho Jun-hyuk (en) a présenté ses condoléances et sa sympathie à toutes les victimes, à leur famille et au gouvernement belge[91].
- Danemark : le Premier ministre Lars Løkke Rasmussen a dénoncé une « attaque abjecte »[84].
- Espagne : le président du gouvernement Mariano Rajoy déclare que « le terrorisme ne parviendra pas à nous vaincre. L'unité des démocrates en Europe l'emportera toujours sur la barbarie et la folie. »[86].
- États-Unis : le président Barack Obama a condamné les attaques. « Les pensées et prières des Américains vont au peuple belge, et nous sommes tous solidaires pour combattre ces attaques contre des innocents ». Il a aussi indiqué que la coalition contre l'État islamique continuera les attaques aériennes contre les combattants[92]. Son secrétaire d'État, John Kerry, prononcera un « Je suis Bruxellois » et « Ik ben Brussel » dans la capitale de la Belgique[93].
- France : le président de la République française, François Hollande, a annoncé quelques heures après les attaques de Bruxelles que « l'Europe était visée et le monde concerné », message affiché sur les chaînes d'information françaises aux alentours de 12 h 30[94]. À l'Assemblée nationale, son Premier ministre Manuel Valls affirme que l'Europe est « en guerre » contre le terrorisme. Il publie sur Twitter un message de condoléances avec un dessin de Plantu[95]. Michel Sapin, ministre des Finances, interrogé sur le « communautarisme » des quartiers où ont grandi les auteurs des attaques du 13 novembre, a déploré « une forme de naïveté » de certains responsables politiques belges[96].
- Grèce : le Premier ministre Alexis Tsipras a exprimé sur Twitter « la solidarité profonde de la Grèce avec les peuples belge et européen ». « La peur, la rage religieuse et le racisme ne devraient prédominer en Europe[84] ».
- Inde : le Premier ministre Narendra Modi a indiqué sur Twitter : « Les nouvelles de Bruxelles sont troublantes. Ces attaques sont condamnables. Condoléances aux familles des personnes décédées. Puissent les blessés guérir rapidement[84] ».
- Italie : le président du Conseil des ministres Matteo Renzi a exprimé sur Twitter : « De cœur et d'esprit à Bruxelles, Europe[84] ».
- Maroc : Mohammed VI a contacté son homologue belge Philippe quelques heures après les attentats et a ensuite condamné « vigoureusement » les attentats, et a exprimé sa « solidarité absolue » avec le peuple belge[97],[98].
- Norvège : selon le ministre des Affaires étrangères Børge Brende, « pour la plupart des gens, Bruxelles est synonyme de coopération pacifique entre les pays européens[86] ». Il déclare également : « Je condamne avec la plus grande fermeté les attentats terroristes perpétrés aujourd’hui à Bruxelles. Mes pensées et ma sympathie vont aux victimes et à leurs familles. Nous sommes solidaires de la Belgique et du peuple belge. »[99].
- Ordre souverain de Malte : le grand maître Matthew Festing a présenté ses « condoléances à toute la nation belge » en rappelant que « Les attaques menées hier constituent un attentat contre nos principes communs de liberté et de paix »[100],[source insuffisante].
- ONU : le secrétaire général de l'ONU, Ban Ki-moon, condamne fermement ces attentats et espère que « les responsables seront rapidement traduits en justice »[101].
- Pakistan : le Premier ministre Nawaz Sharif a réagi en estimant que le terrorisme n'est pas une menace pour un seul pays ou une seule nation mais pour l'ensemble de l'humanité et « qu'il est grand temps que cette menace soit combattue collectivement pour la sauvegarde de nos générations futures[84] ».
- Pays-Bas : le Premier ministre Mark Rutte a estimé que « l'Europe a été touchée au cœur ». Le continent ne pliera pas : « nous restons qui nous sommes et ce que nous sommes : une société ouverte et démocratique, qui ne se laisse pas diriger par des attentats[84] ».

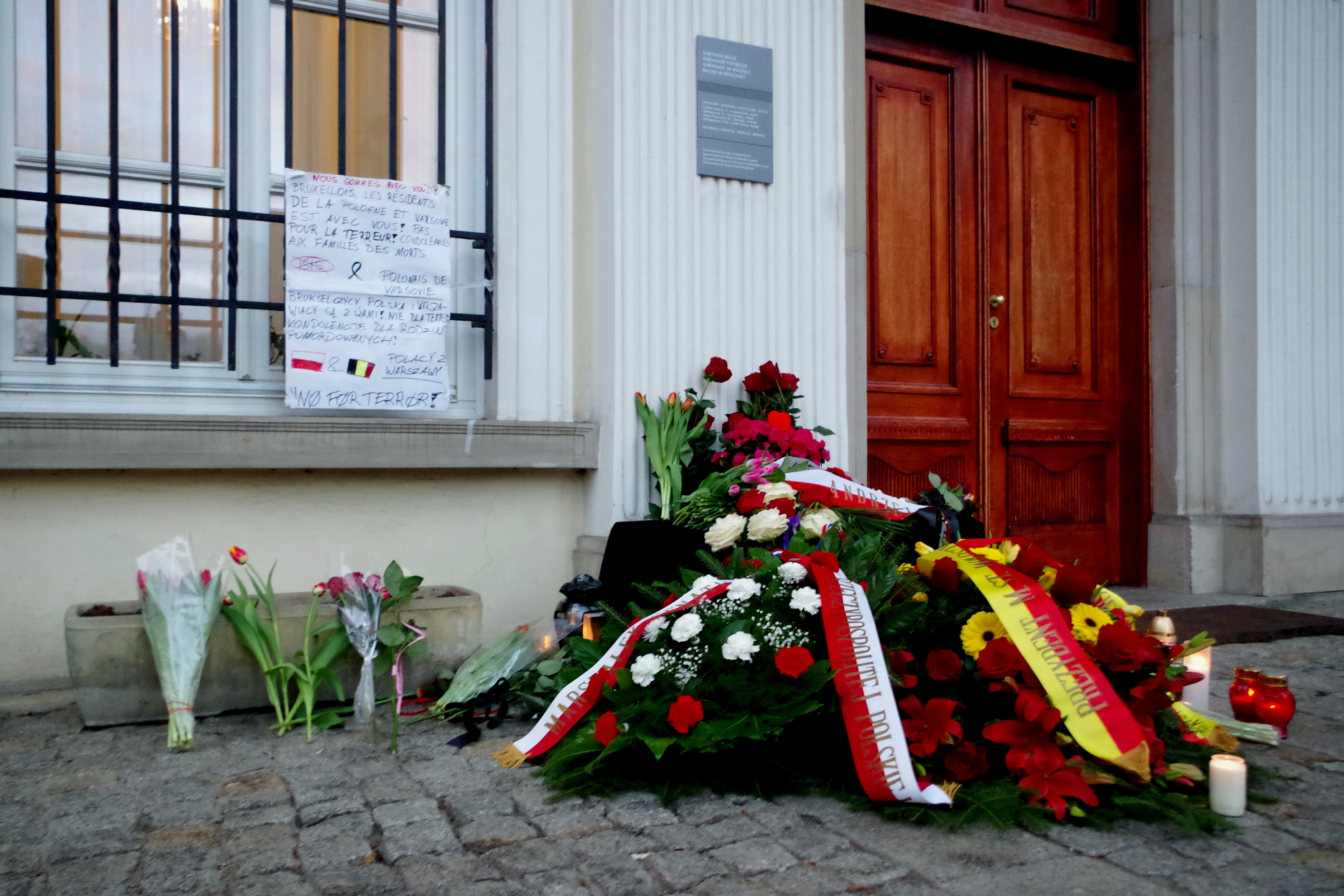
Hommage devant l'ambassade de Belgique à Varsovie, en Pologne.

- Pologne : le président Andrzej Duda exprime ses condoléances aux victimes sur le Twitter : « Choqué par les informations sur les attentats de #Bruxelles. Condoléances pour les familles des Victimes. »[102].
- Portugal : le président Marcelo Rebelo de Sousa déclare : « C'est dans ces moments que l'on se rend compte que ce qui nous unit est plus fort que ce qui nous divise. C'est la lutte pour la démocratie, pour la liberté et pour les droits de l'Homme, pour la dignité »[86].
- Royaume-Uni : pour le Premier ministre David Cameron, « ces attaques ont visé la Belgique mais elles auraient pu avoir lieu au Royaume-Uni, en France en Allemagne et n’importe où en Europe. Nous devons rester unis contre ces affreux terroristes, et nous assurer qu’ils ne gagneront jamais »[103].
- Russie : le président Vladimir Poutine a exprimé ses condoléances au roi Philippe, condamnant un acte de barbarie « qui ne peut être expliqué et démontre une nouvelle fois que le terrorisme ne connaît pas de frontières et représente une menace globale ». Il estime aussi que « la lutte contre ce mal appelle la coopération internationale la plus active[84] ».
- Singapour : le Premier ministre de Singapour Lee Hsien Loong a adressé ses condoléances par lettre à Charles Michel[104].
- Suède : le Premier ministre Stefan Löfven a affirmé que les explosions à Bruxelles sont le fruit d'« une attaque contre l'Europe démocratique[84] ».
- Suisse : le président de la Confédération Johann Schneider-Ammann a condamné sévèrement ces attentats et, au nom du Conseil fédéral et de la population suisse, il a présenté ses sincères condoléances et tout son soutien aux proches des victimes[105].
- Tunisie : le gouvernement tunisien a condamné les attaques[106].
- Turquie : le président Recep Tayyip Erdoğan a déclaré, en français, sur Twitter : « Exposé aux lâches attaques des différentes organisations terroristes notre peuple ressent profondément et partage la douleur du peuple belge. »[107]. Il a également indiqué qu'Ibrahim El Bakraoui avait été arrêté en juin 2015 dans le Sud de la Turquie, et expulsé vers la Belgique le 14 juillet 2015[108]. Le ministre de la Justice belge, Koen Geens, dément et affirme que ce kamikaze a été renvoyé aux Pays-Bas et non en Belgique[109].
- Union européenne : Jean-Claude Juncker, président de la Commission européenne, a déclaré : « Ces attaques touchent aujourd'hui Bruxelles, hier Paris. L'Europe dans son entièreté est visée. L'Union européenne et les Institutions doivent et resteront unies face à la terreur[110]. Les capitales européennes s'illuminent aux couleurs belges en soutien à la Belgique[111]. »

### Mesures sécuritaires européennes
Des réunions de crise à Paris, Amsterdam et à Londres ont eu lieu à la suite de ces attentats.
Londres déconseille à ses ressortissants de se rendre en Belgique « sauf raison impérative ». Le Royaume-Uni, tout comme la France, annonce que la sécurité des points névralgiques de transport sera renforcée. Mark Rutte annonce un renforcement de la garde dans les aéroports de Schiphol, Rotterdam et Eindhoven, et un contrôle accru de la frontière belgo-néerlandaise.
La Pologne annonce son refus d'accueillir des migrants sur son sol dans le cadre du programme de répartition de l'Union européenne.
Le président de la République française, François Hollande, a annoncé la mise en berne des drapeaux en façade des édifices publics. Le ministre de l’Intérieur français, Bernard Cazeneuve, a annoncé un renforcement du dispositif policier avec mille six cents policiers et gendarmes supplémentaires déployés dès le 22 mars dans les infrastructures de transport aérien, maritime et ferroviaire. La ministre de l’Éducation nationale, Najat Vallaud-Belkacem, a annoncé le matin du 22 mars que les « voyages scolaires en direction de la Belgique ou en transit par ce pays sont annulés ».

### Autorités religieuses

#### Autorités musulmanes
L'université Al-Azhar, institution sunnite située au Caire, condamne les attentats, estimant qu'ils violent « les enseignements tolérants de l'islam ».
Le jour des attentats, le secrétariat général du Comité permanent des savants de l'Ifta (oulémas d'Arabie saoudite) proclame sa « condamnation des attentats terroristes qui ont visé la Belgique et ont causé de nombreuses victimes et blessés, insistant dans ce contexte sur le fait que le monde entier doit s’entraider dans la lutte contre le terrorisme, quelle que soit sa source et quelle que soit la région qui est visée »,.
Ce même jour, la Grande mosquée de Bruxelles diffuse, notamment sur son site et sa page Facebook, un communiqué au nom du Centre Islamique et Culturel de Belgique présentant les condoléances « aux familles des innocentes victimes de ces actes criminels et à l'ensemble du peuple belge », condamnant « avec la plus grande vigueur et sans réserve ces attentats terroristes abjects », affirmant soutien « indéfectible » et solidarité « inconditionnelle » aux secouristes et autorités publiques belges. Lors de la prière du vendredi 25 mars, l'imam de la Grande mosquée a exprimé la compassion de la communauté musulmane de Belgique envers les victimes et exhorté les fidèles à donner leur sang. Les très nombreux fidèles ont ensuite participé à une minute de silence dans le parc du Cinquantenaire où est située la mosquée. Puis, ils sont partis à la station de métro Maelbeek pour rendre hommage aux morts. Sur place, ils ont observé une minute de silence.
Le conseil des théologiens musulmans de Belgique aurait toutefois refusé qu'une prière soit adressée par les imams du pays pour toutes les victimes, car elles ne sont pas toutes de confession musulmane, une information confirmée par l’islamologue Michaël Privot qui ajoute que « Il a été refusé de réciter cette prière en hommage à des mécréants pour reprendre les propos. Une minute de silence a également été proposée lors de la réunion, qui a été une nouvelle fois refusée », ce que conteste l’Exécutif des musulmans de Belgique,.
Les mosquées du Brabant wallon organisent une marche blanche et des associations musulmanes rendent hommage aux victimes.

#### Autorités chrétiennes
Le lendemain des attentats, les évêques de Belgique demande d’observer une minute de silence en mémoire des victimes et 
les glas d'églises sont sonnés.
Une veillée de prière œcuménique est organisée dans la cathédrale Saints-Michel-et-Gudule, par les Églises catholique, orthodoxe, protestante, évangélique et anglicane de Belgique.
.

##### Hiérarchie catholique
Le pape François condamne « la violence aveugle qui engendre tant de souffrances » et « implore de Dieu le don de la paix ». S'associant à la peine et à la prière des proches, il « invoque sur les familles éprouvées et sur les Belges le bienfait des Bénédictions divines ».
Très rapidement après les attentats, la Conférence épiscopale de Belgique publie un communiqué : « Les évêques partagent l’angoisse de milliers de voyageurs et de leurs familles, des professionnels de l’aviation et des équipes de secours une nouvelle fois sur la brèche. Ils confient les victimes à la prière de tous dans cette nouvelle situation dramatique. Les aumôniers de l’aéroport sont quotidiennement au service de tous et apporteront le soutien spirituel nécessaire. Que l’ensemble du pays puisse vivre ces jours en grande responsabilité citoyenne ». De son côté, Mgr Jean Kockerols, évêque auxiliaire responsable de Bruxelles, se dit abasourdi et confie « pleurer avec ceux qui pleurent. Car, loin de la polémique, le chrétien doit être solidaire de ce qui se passe dans sa cité ». Mgr Jozef De Kesel, archevêque de Malines-Bruxelles, rappelle quant à lui la parole du prophète Ézéchiel : « J'ôterai de votre chair le cœur de pierre, je vous donnerai un cœur de chair » (Ez 36, 26) et appelle à ne pas se retourner contre les immigrés qui redeviendraient alors « une nouvelle fois victimes ». À Bruxelles et Tournai, les messes chrismales prévues le jour-même sont également annulées.

#### Autorités juives
Le grand rabbin de Bruxelles Albert Guigui rend hommage à la Grande 
Synagogue de l'Europe aux victimes des attentats, et souligne qu'il faut « favoriser 
dans les écoles le vivre ensemble et jeter des ponts entre les différentes couches sociales ». Albert Guigui rend également hommage, avec l’Exécutif des Musulmans de Belgique Salah Echallaoui, aux victimes des attentats en déposant une couronne de fleurs en hommage aux victimes ; un geste pour « promouvoir le vivre ensemble ».

### Réseaux sociaux
Facebook a activé son dispositif Safety check à 11 heures. Le hashtag « #JeSuisBruxelles » se propage sur Facebook, Twitter et Instagram. Sur Twitter, deux tweets publiés par Robert Ménard et Bruno Le Roux quelques minutes après l'annonce des explosions à Bruxelles suscitent l'indignation de certains internautes. Le premier estime en effet avec ironie qu'il y a « peu de chance que ce soit l'œuvre de militants néo-nazis ».
Le hashtag « #StopIslam » est le hashtag le plus partagé sur Twitter le 22 mars,.
La chanson Bruxelles de Dick Annegarn, est devenue, moins de vingt-quatre heures après la tragédie, un hymne de soutien aux victimes, notamment grâce aux réseaux sociaux, où une vidéo de la chanson est diffusée,.

### Autres hommages

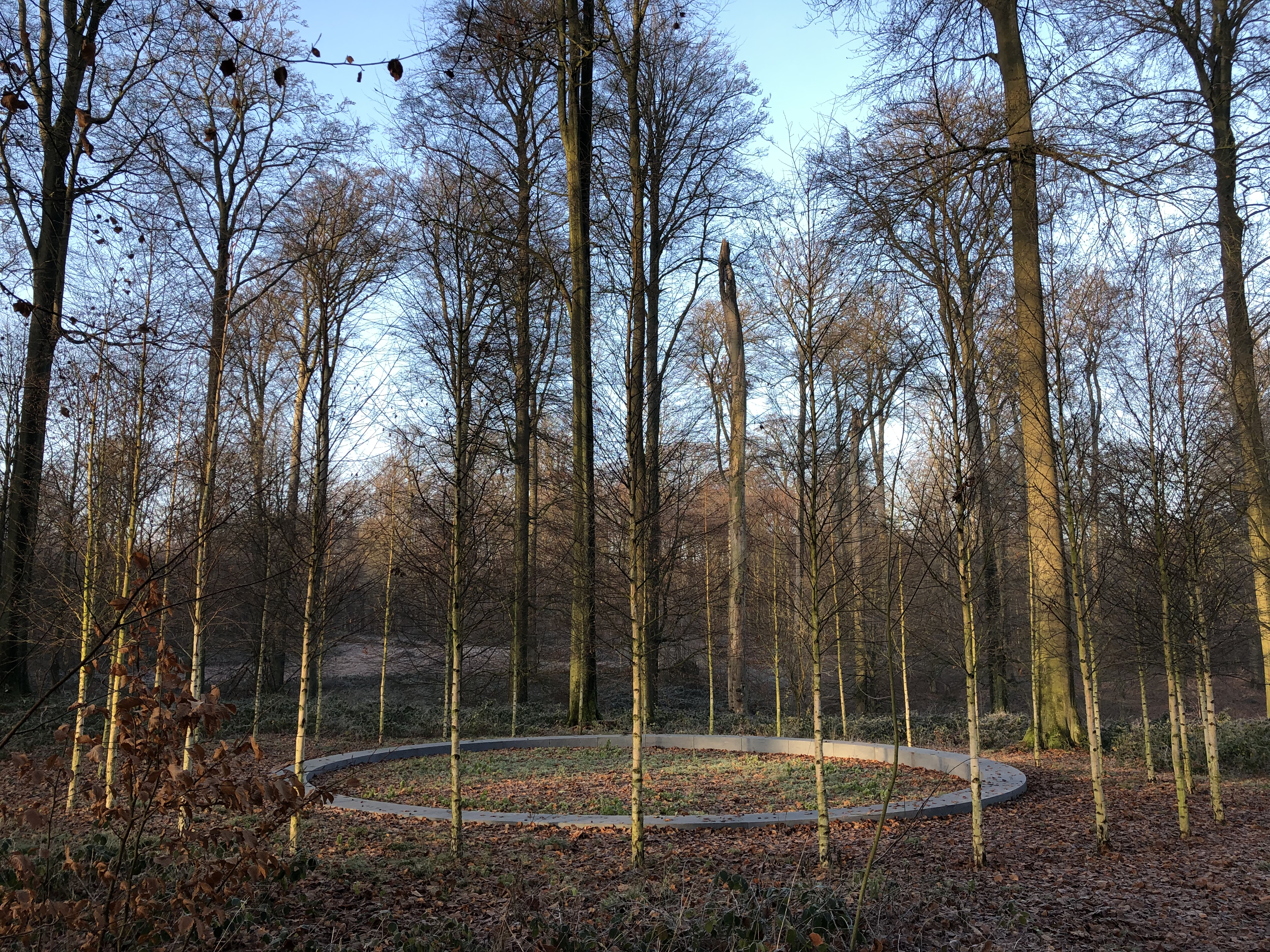
Mémorial en hommage aux victimes du 22 mars 2016, drève de l'Infante, en Forêt de Soignes. Le concepteur du mémorial est Bas Smets.

À Lille, « capitale des Flandres » proche de la frontière belge, les dizaines de rampes lumineuses installées au-dessus de la rue Gambetta, sont passées au noir, jaune, rouge, en hommage aux victimes dès le mardi soir, jour de l'attentat.
La mairie de Paris annonce aux chaînes d'information que « la tour Eiffel serait allumée aux couleurs de la Belgique » le soir même des attentats. La porte de Brandebourg, la fontaine de Trevi et le World Trade Center sont également illuminés en solidarité le soir suivant les attentats. À Amiens, la gare du Nord a revêtu les couleurs de la Belgique grâce aux spots lumineux équipant la verrière.
À Lyon, le palais de justice a été illuminé aux couleurs du drapeau belge à l'initiative du maire. La Belgique a respecté à midi, le 23 mars, à la place de la Bourse, à la Commission européenne et partout en Belgique, une minute de silence suivie par des applaudissements qui ont duré plus de deux minutes, des millions de Belges se sont rassemblées pour rendre hommage aux victimes de l'attentat le plus meurtrier de Belgique. Cette minute de silence a été suivie par de nombreuses chaînes de télévision belges et par des chaînes internationales à 12 h (heure de Bruxelles - UTC+01). À Anderlecht, cette minute de silence est troublée par un groupe de dix individus, qualifiés de « jeunes » par les médias. L'un d'eux est interpellé par les services de police.
Le 22 mai 2016, la famille royale belge a rendu hommage aux victimes des attentats de Bruxelles ainsi qu'aux rescapés et aux secours lors d'une cérémonie au Palais royal.

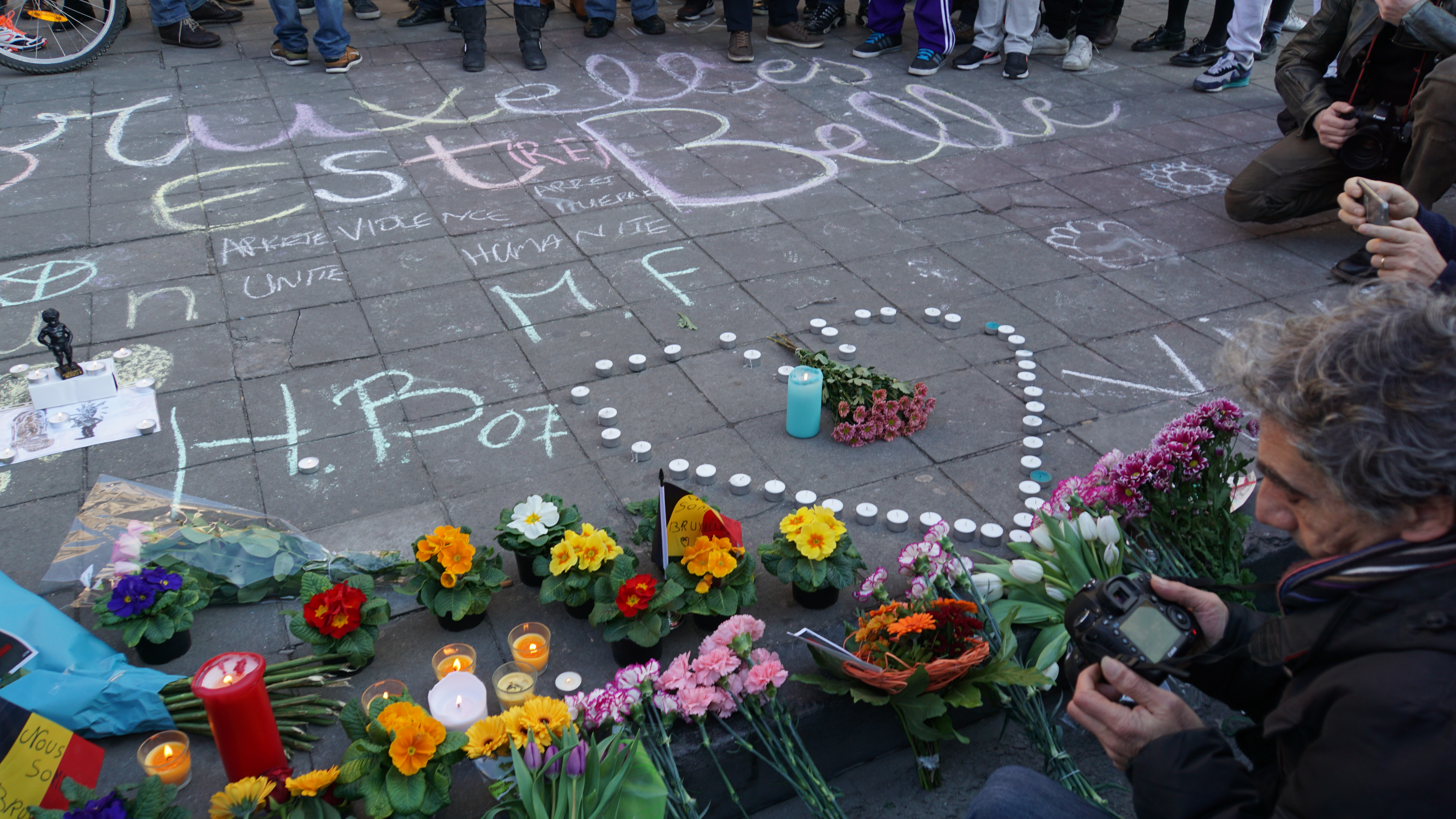
Dessins et messages de soutien à la craie sur la place de la Bourse, à Bruxelles.
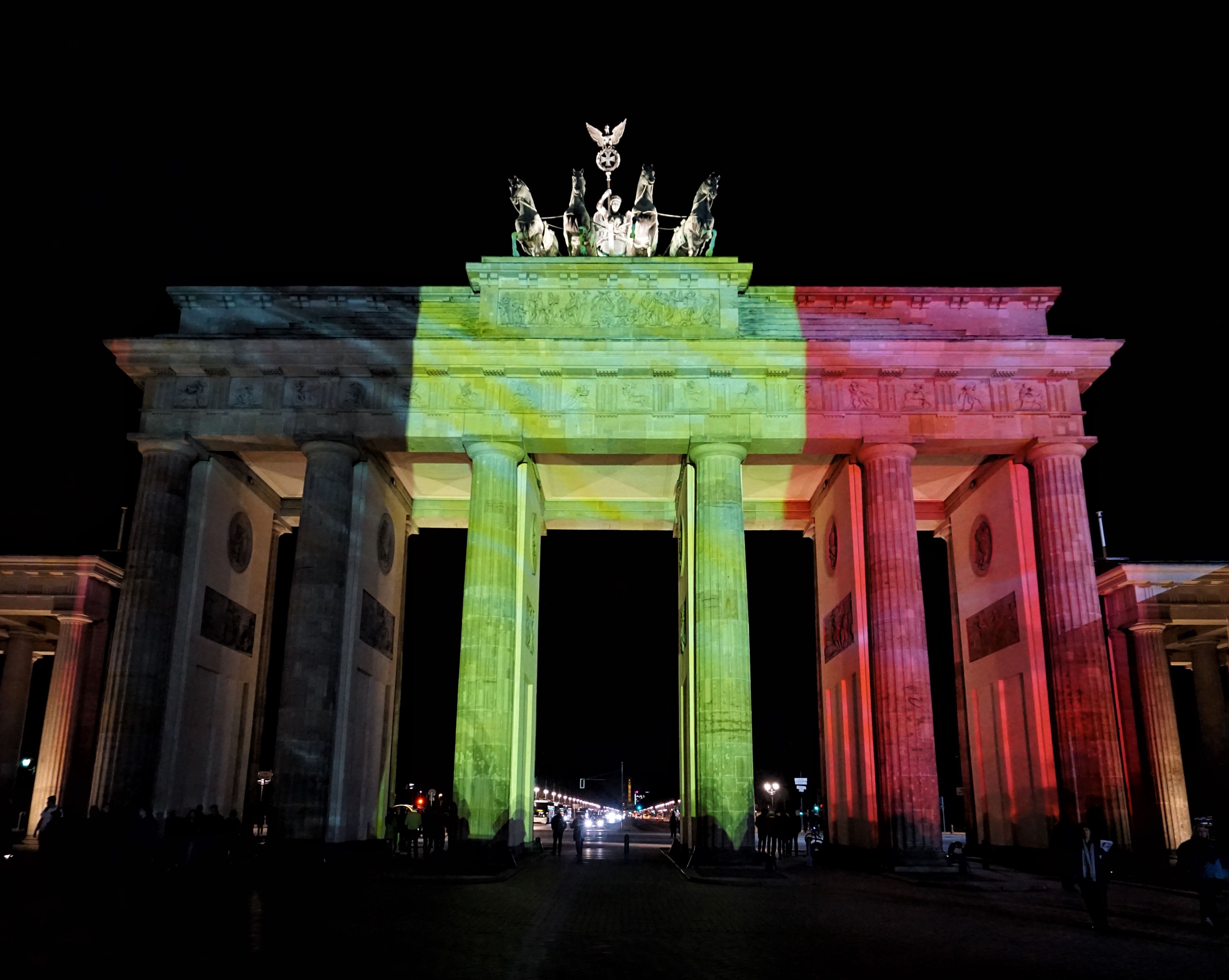
La porte de Brandebourg aux couleurs du drapeau belge le soir des attentats.
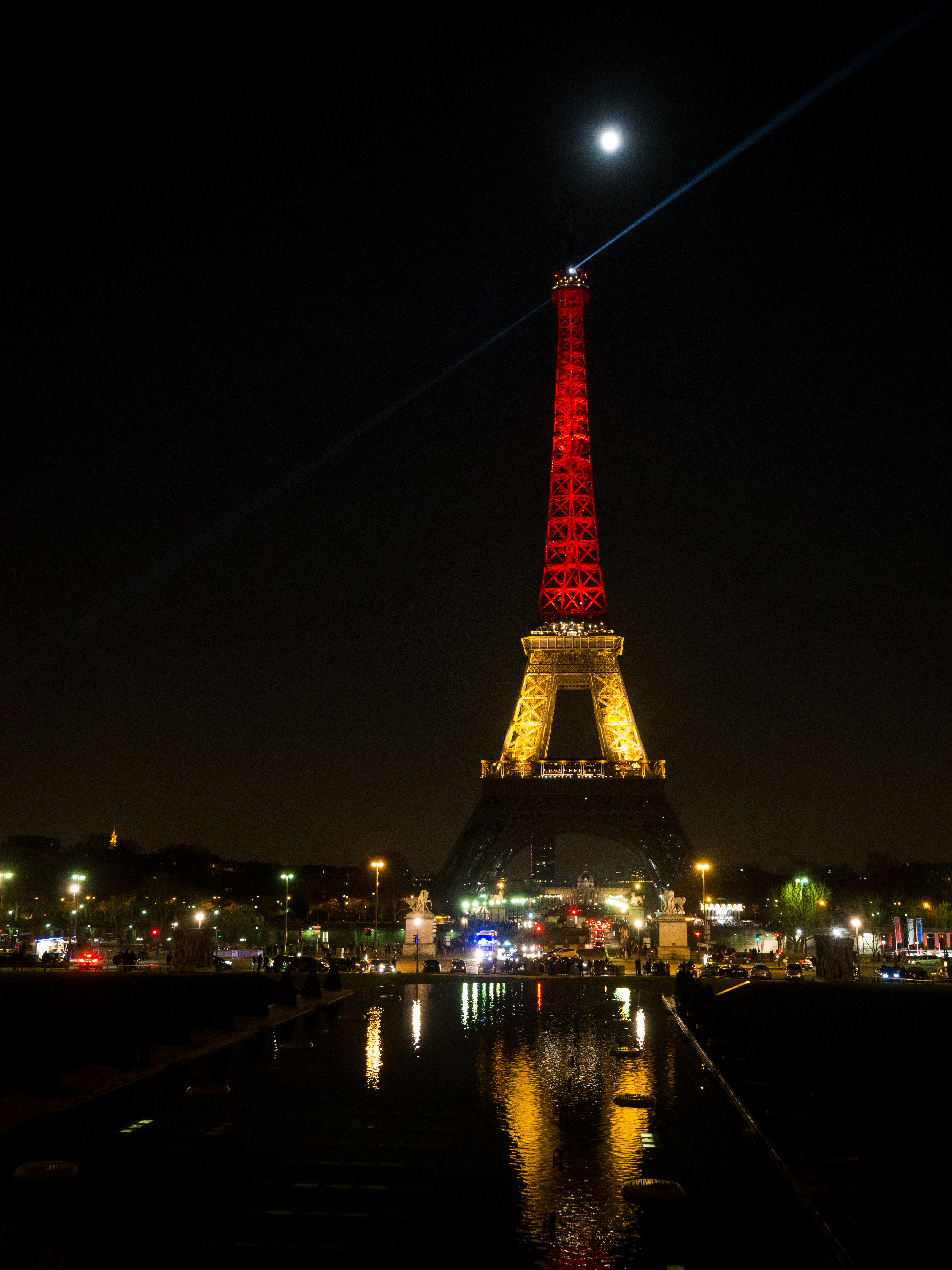
La tour Eiffel, elle aussi aux couleurs du drapeau belge ce soir-là.
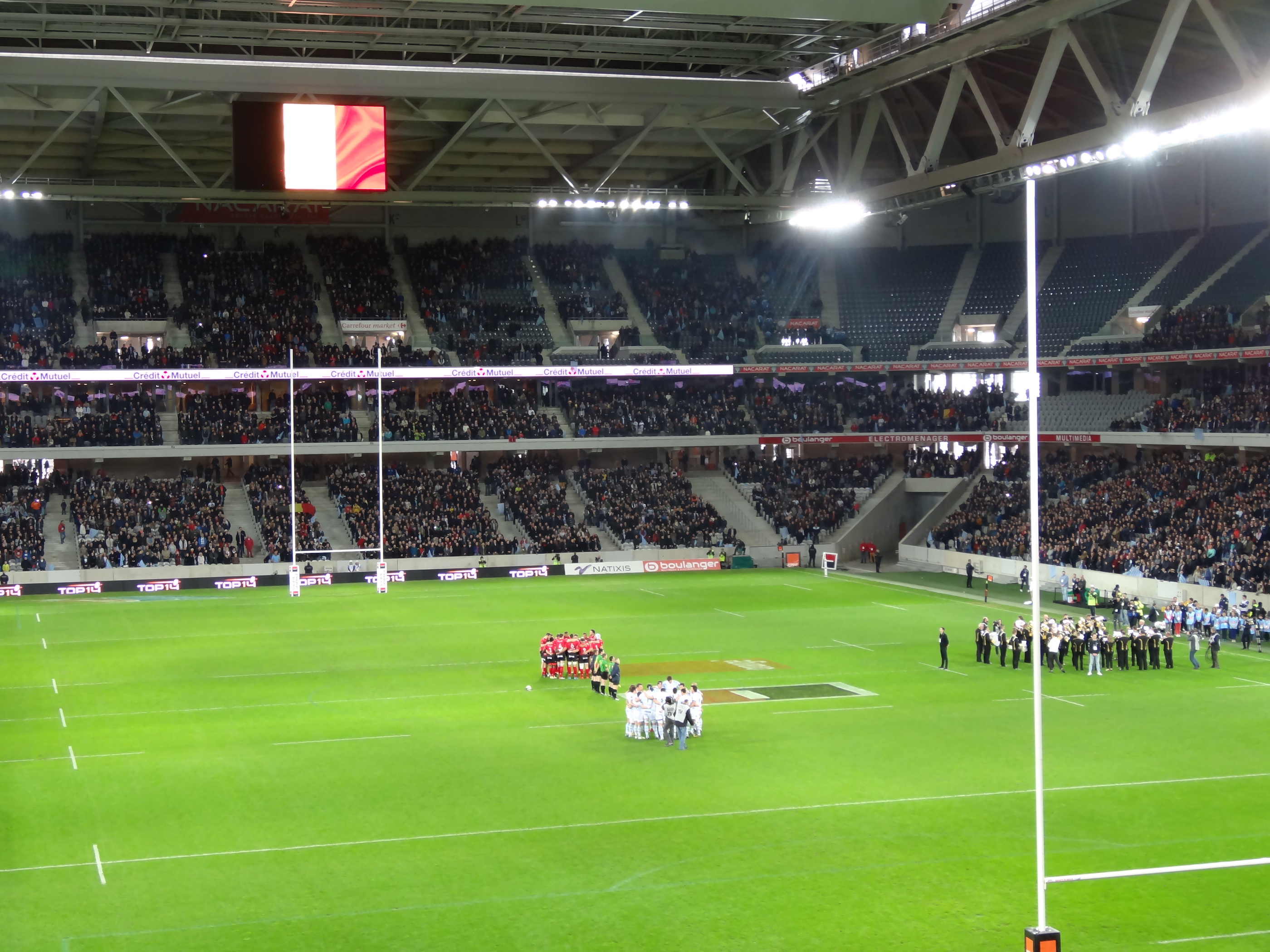
Au début de la rencontre de Top 14 entre le Racing 92 et le RC Toulon, la Brabançonne est jouée en hommages aux victimes.

Le dessinateur belge François Schuiten a rendu un hommage à travers une série de dessins.
En 2021, l'écrivain bruxellois Jean-Philippe Toussaint fait paraître, aux Éditions de Minuit, un monologue dramatique intitulé La Disparition du paysage dont le personnage unique est une victime de l'attentat de la station Maelbeek. Le texte est donné au comédien Denis Podalydès et au metteur en scène Aurélien Bory qui en font la création au théâtre des Bouffes-du-Nord la même année.

### Ouvrages académiques
- (nl) Cyrille Fijnaut, De samenhang tussen georganiseerde misdaad en terrorisme en de aanslagen in Parijs en Brussel in 2015-2016 [« La relation entre crime organisé et terrorisme et les attentats de Paris et de Bruxelles en 2015-2016 »], Cambridge et Anvers, Intersentia, 2020 (ISBN 978-9-400-01277-6)

### Livres de journalistes
- (nl) Joanie De Rijke et Tine Gregoor, Bommen in Brussel. Vijf jaar na de aanslagen, 22 maart 2016 [« Bombes à Bruxelles. Cinq ans après les attentats, 22 mars 2016 »], Anvers, Uitgeverij Vrijdag, 2021 (ISBN 9-460-01982-X)

### Livres de victimes
- Caroline S. Leruth, Attentat Aéroport Bruxelles : Ce que j'ai vu, Annecy-le-Vieux, Éditions Kawa, 2017 (ISBN 978-2-367-78155-6)
- Mohamed El Bachiri, Un jihad de l'amour, Paris, JC Lattès, 2017 (ISBN 978-2-709-66083-9)
- Walter Benjamin, J'ai vu la mort en face : une vie après l'attentat, Monaco, Éditions du Rocher, 2018 (ISBN 978-2-268-09921-7)
- (nl) Nidhi Chaphekar, Herboren: Hoe ik terugvocht na de terroristische aanslag in Brussel [« Renaissance : comment j'ai riposté après l'attentat terroriste de Bruxelles »], Tielt, Lannoo, 2020 (ISBN 978-9-401-46899-2)
- Karen Northshield, Dans le souffle de la bombe, Loverval, Kennes Éditions, 2021 (ISBN 978-2-380-75328-8)
- Janet Winston-Young, Paris-Bruxelles, au coeur des attentats, Paris, Le Passeur Éditeur, 2021 (ISBN 978-2-368-90864-8)